# Spaltbarkeit

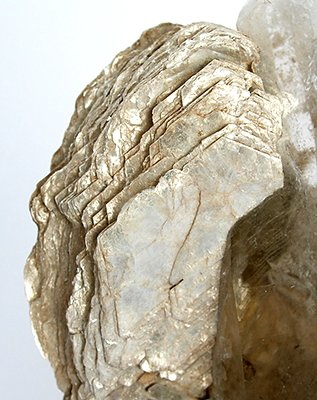
Muskovit (Glimmer) in Form feiner Spaltblättchen

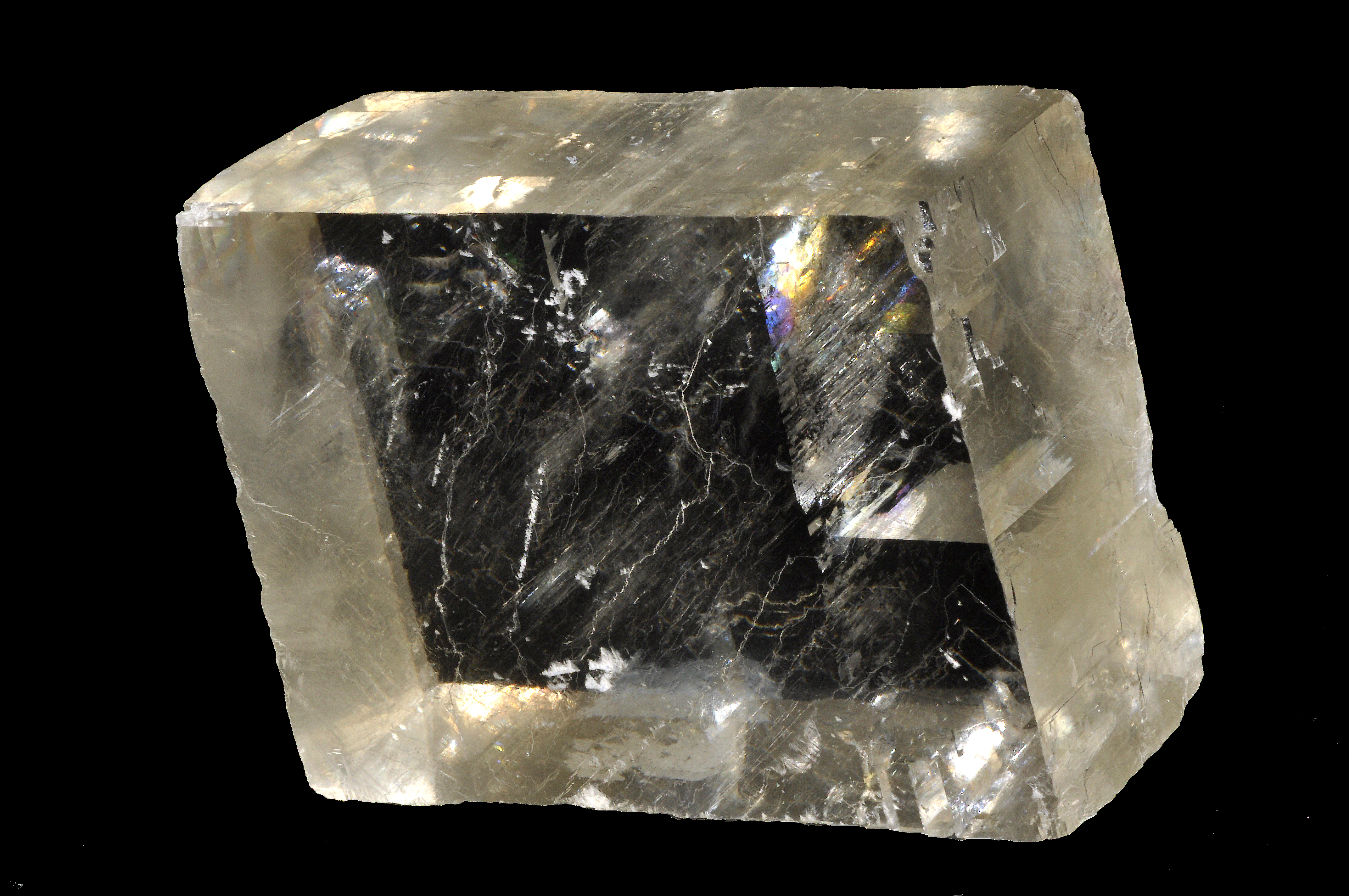
Calcit mit irisierenden Spaltrissen

Als Spaltbarkeit wird bei Mineralien und Kristallen die Tendenz bezeichnet, an bestimmten parallelen Ebenen im Kristallgitter zu brechen. Die Spaltbarkeit ist demnach eine besondere Art eines Bruchs. Vorrangig als technisch-handwerklicher Begriff findet das Wort bei Gesteinen Verwendung.
Die bei der Spaltung von Mineralen entstehenden Kristalloberflächen sind oft über große Bereiche atomar glatt und reflektieren das Licht besonders gut. Spaltbarkeiten können bei verschiedenen Mineralen unterschiedlich gut ausgebildet sein und unterscheiden sich in den resultierenden Spaltbarkeitsflächen bzw. ‑ebenen sowie in der Güte ihrer Ausbildung. Sie dient damit nicht nur zur Klassifizierung von Mineralien, sondern lässt über die Winkel der Spaltbarkeitsebenen auch Rückschlüsse auf das Kristallgitter zu.
Ein der Spaltbarkeit ähnliches Verhalten ist die Absonderung, die sich allerdings häufig auf einen zonaren Aufbau von Kristallen zurückführen lässt wie beispielsweise beim Turmalin.

## Arten der Spaltbarkeit
| Bezeichnung        | Spalteigenschaft                                                                    | Beispiele                                           |
| ------------------ | ----------------------------------------------------------------------------------- | --------------------------------------------------- |
| höchst vollkommen  | feinste Blättchen abspaltbar                                                        | Glimmer, Gips                                       |
| vollkommen         | beim Zerschlagen erhält man immer Spaltkörper (parallel zur Oktaederfläche)         | Calcit, Fluorit, Galenit, Diamant                   |
| gut                | auf Bruchstücken lassen sich sowohl Spalt- als auch unebene Bruchflächen beobachten | Amphibolgruppe, Feldspate, Orthoklas, Pyroxengruppe |
| deutlich           | auf Bruchflächen sind untergeordnet ebene Spaltablösungen vorhanden                 | Apatit, Kassiterit, Schwefel                        |
| undeutlich         | neben unregelmäßigen Bruchflächen sind nur ausnahmsweise glatte Flächen zu finden   | Korund, Magnetit                                    |
| keine Spaltbarkeit | siehe Bruch (Mineral) (senkrecht zur Oktaederfläche)                                | Diamant, Quarz                                      |